# Girecourt-sur-Durbion
Pour les articles homonymes, voir Girecourt et Durbion (homonymie).
Girecourt-sur-Durbion est une commune française située dans le département des Vosges en région Grand Est et membre de la communauté de communes Vologne-Durbion.
Ses habitants sont appelés les Goëricurtiens.

## Géographie

### Localisation
La commune est à 1,6 km de Gugnécourt, 3,0 de Fontenay, 3,3 de Dompierre et 3,9 de Lamarche.

### Géologie et relief
La commune se compose de 40,74 hectares de territoires artificialisés (5,89 %), 463,10 hectares de territoires agricoles (66,92 %) et 187,79 hectares de forêts et milieux semi-naturels (27,14 %).

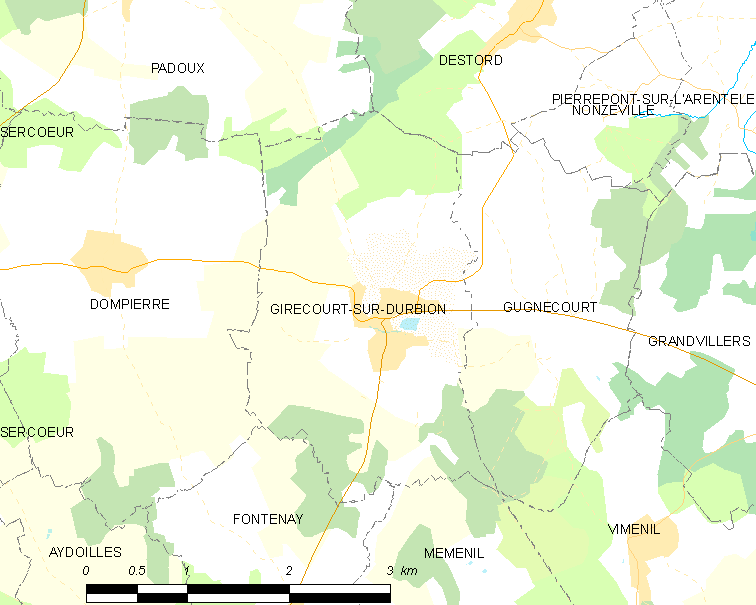
Situation géographique de Girecourt-sur-Durbion.

### Hydrographie et les eaux souterraines
Hydrogéologie et climatologie : Système d’information pour la gestion des eaux souterraines du bassin Rhin-Meuse :
Territoire communal : Occupation du sol (Corinne Land Cover); Cours d'eau (BD Carthage),
Géologie : Carte géologique; Coupes géologiques et techniques,
 Hydrogéologie : Masses d'eau souterraine; BD Lisa; Cartes piézométriques.
La commune est située dans le bassin versant du Rhin au sein du bassin Rhin-Meuse. Elle est drainée par le Durbion, le ruisseau de la Grande Roye, le ruisseau de Fontenay, le ruisseau de la Chapelle, le ruisseau de la Haie Paxure et le ruisseau d'Haraucourt,.
Le Durbion, d'une longueur totale de 35,1 km, prend sa source dans la commune de Méménil et se jette  dans la Moselle à Châtel-sur-Moselle, après avoir traversé douze communes.

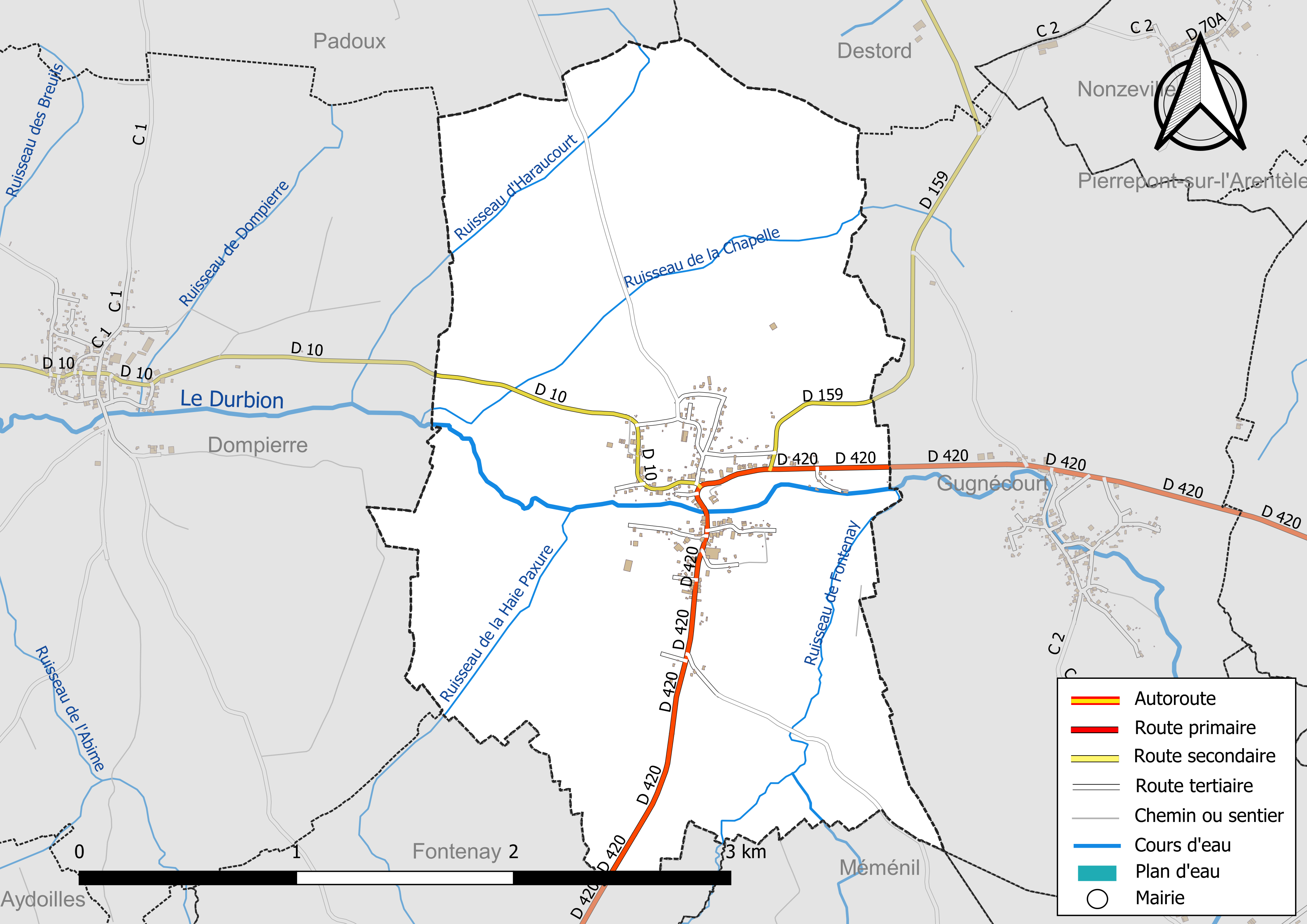
Réseaux hydrographique et routier de Girecourt-sur-Durbion.

La qualité des eaux de baignade et des cours d’eau peut être consultée sur un site dédié géré par les agences de l’eau et l’Agence française pour la biodiversité.

### Climat
Pour des articles plus généraux, voir Climat du Grand Est et Climat des Vosges.
En 2010, le climat de la commune est de type climat de montagne, selon une étude du Centre national de la recherche scientifique s'appuyant sur une série de données couvrant la période 1971-2000. En 2020, Météo-France publie une typologie des climats de la France métropolitaine dans laquelle la commune est exposée à un climat semi-continental et est dans la région climatique  Vosges, caractérisée par une pluviométrie très élevée (1 500 à 2 000 mm/an) en toutes saisons et un hiver rude (moins de 1 °C). 
Pour la période 1971-2000, la température annuelle moyenne est de 9,4 °C, avec une amplitude thermique annuelle de 17,1 °C. Le cumul annuel moyen de précipitations est de 964 mm, avec 12,9 jours de précipitations en janvier et 10,5 jours en juillet. Pour la période 1991-2020, la température moyenne annuelle observée sur la station météorologique de Météo-France la plus proche, « Le Roulier_sapc », sur la commune du Roulier à 9 km à vol d'oiseau, est de 10,2 °C et le cumul annuel moyen de précipitations est de 1 000,2 mm. 
La température maximale relevée sur cette station est de 38,1 °C, atteinte le 25 juillet 2019 ; la température minimale est de −18,3 °C, atteinte le 20 décembre 2009,,. 
Les paramètres climatiques de la commune ont été estimés pour le milieu du siècle (2041-2070) selon différents scénarios d'émission de gaz à effet de serre à partir des nouvelles projections climatiques de référence DRIAS-2020. Ils sont consultables sur un site dédié publié par Météo-France en novembre 2022.

## Urbanisme

### Typologie
Au 1er janvier 2024, Girecourt-sur-Durbion est catégorisée commune rurale à habitat dispersé, selon la nouvelle grille communale de densité à sept niveaux définie par l'Insee en 2022.
Elle est située hors unité urbaine. Par ailleurs la commune fait partie de l'aire d'attraction d'Épinal, dont elle est une commune de la couronne,. Cette aire, qui regroupe 118 communes, est catégorisée dans les aires de 50 000 à moins de 200 000 habitants,.

### Occupation des sols
L'occupation des sols de la commune, telle qu'elle ressort de la base de données européenne d’occupation biophysique des sols Corine Land Cover (CLC), est marquée par l'importance des territoires agricoles (67,1 % en 2018), en diminution par rapport à 1990 (73,7 %). La répartition détaillée en 2018 est la suivante : 
terres arables (31,5 %), forêts (27 %), zones agricoles hétérogènes (26,7 %), prairies (8,9 %), zones urbanisées (5,9 %). L'évolution de l’occupation des sols de la commune et de ses infrastructures peut être observée sur les différentes représentations cartographiques du territoire : la carte de Cassini (XVIIIe siècle), la carte d'état-major (1820-1866) et les cartes ou photos aériennes de l'IGN pour la période actuelle (1950 à aujourd'hui).

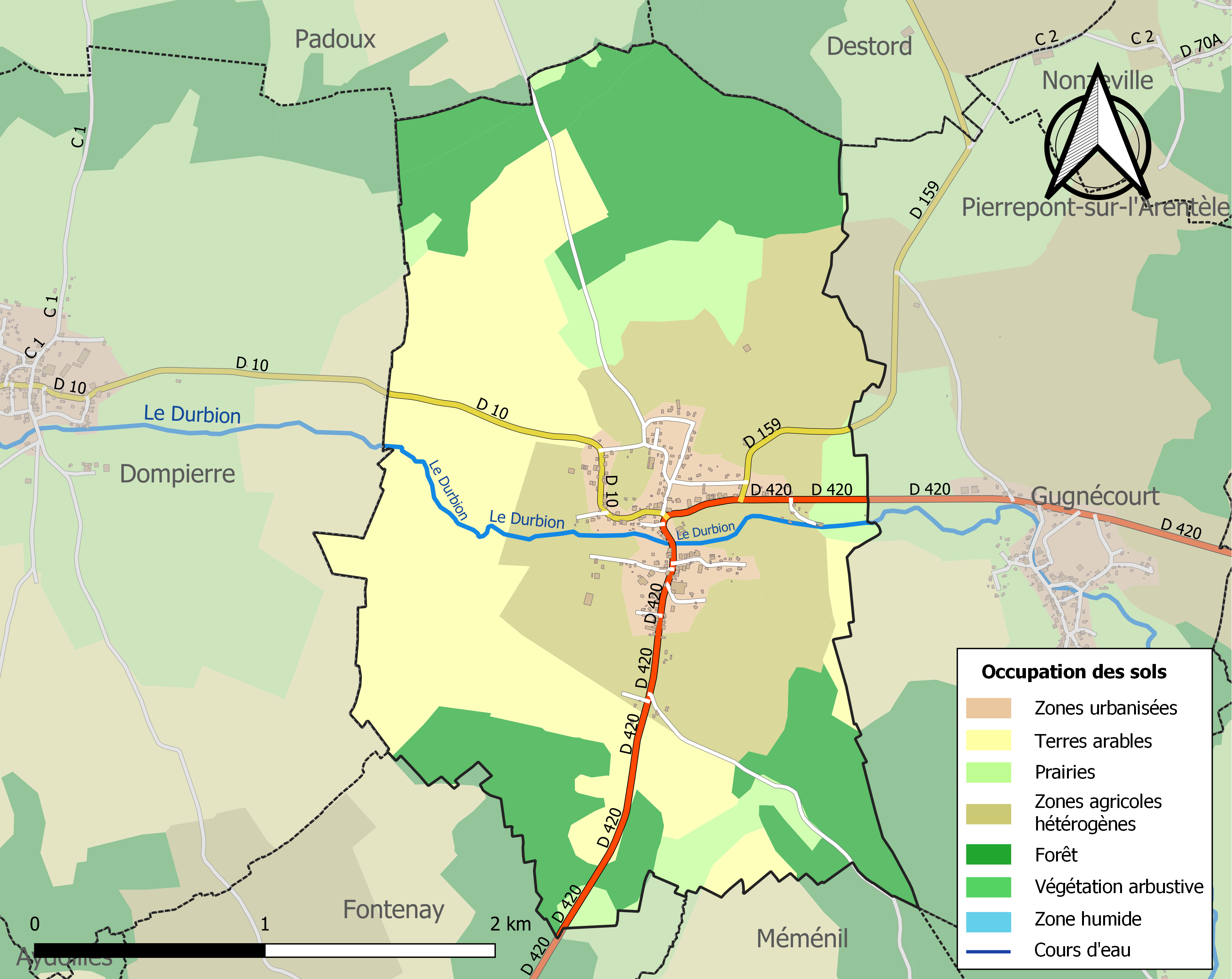
Carte des infrastructures et de l'occupation des sols de la commune en 2018 (CLC).

### Voies de communications et transports

#### Voies routières
- A31 (aussi appelée autoroute de Lorraine-Bourgogne). Vittel > Échangeur Bulgnéville[17].

#### Transports en commun

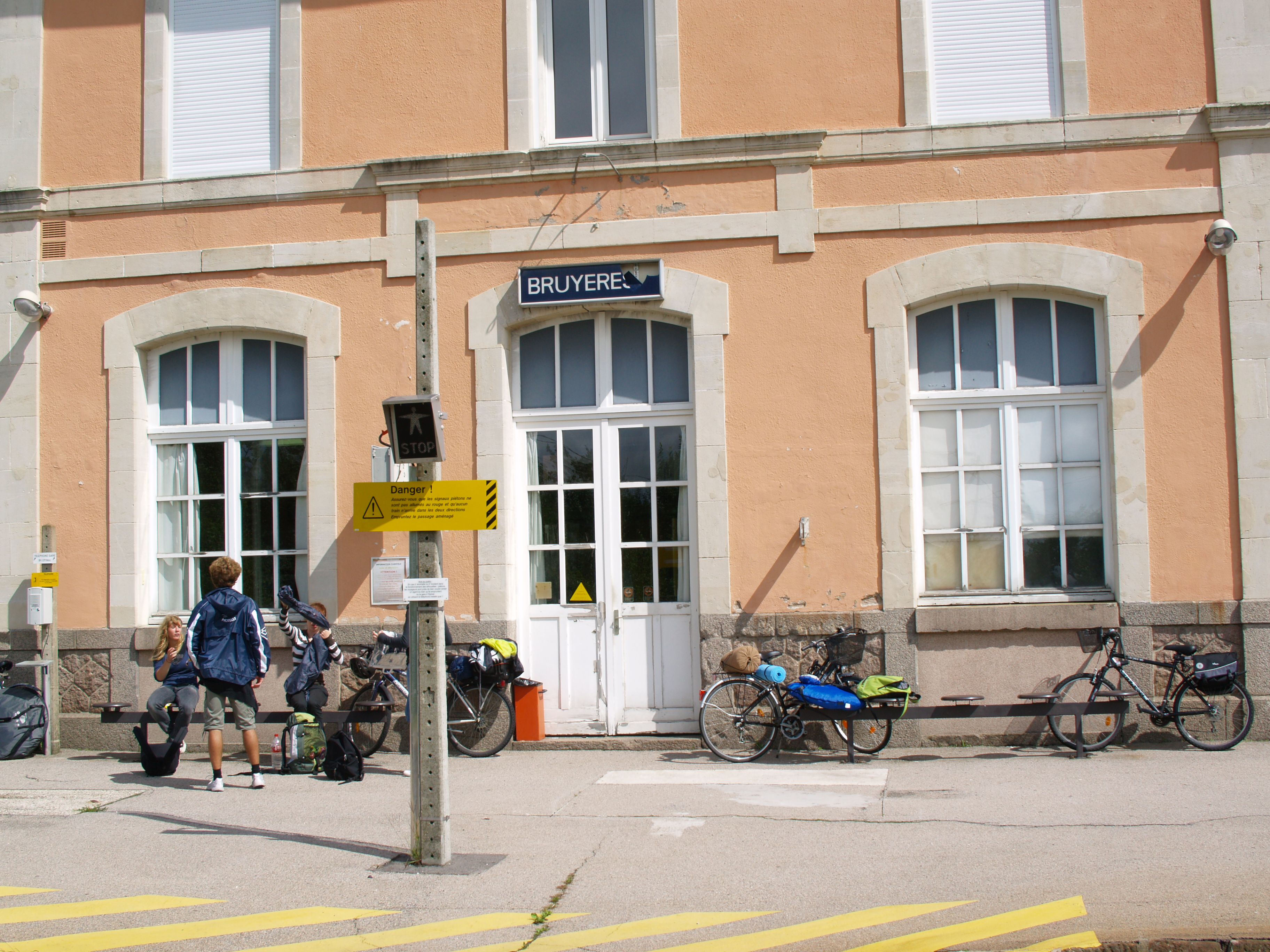
Gare de Bruyères.

- Fluo Grand Est.

#### Lignes SNCF
- Gare de Bruyères.
- Gare de Thaon.

#### Transports aériens
- L'Aéroport d'Épinal-Mirecourt « Vosges Aéroport ».

À partir de l'été 2021, l’aéroport d’Épinal-Mirecourt est devenu le "pélicandrome" de la Zone Est et servira ainsi de base de ravitaillement et d’intervention pour les avions bombardiers d’eau connus sous le nom de Dash 8.
- Aéroport de Nancy-Essey.
- Aéroport de Colmar - Houssen.

## Toponymie
Le nom de la localité est attesté sous les formes In Gislodicurte (XIe ou XIIe siècle) ; Feodum de Gillocurt (1224) ; Gillecort (1228) ; Gellecourt (1267) ; Girecourt (1298) ; Girecourt selonc Bruyeres (XIIIe siècle) ; On fiey de Gilloncourt et a Sainte Helenne (1307) ; ? Gironcourt (1361) ; Girancuria (1374) ; Gircuria, Groecuria, pour Girecuria (1402) ; Girecour devers Ramberviller (1421) ; Giraucourt sur Waudenville (1434) ; Gircourt (1572) ; Girecourt-sur-d’Urbion (1753) ; Gircourt, Goerici curtis (1768) ; Girecourt-sur-l’Urbion (1779).

Le Durbion est une rivière du sud de la Lorraine dont le cours est entièrement inclus dans le département des Vosges.

## Histoire
Le village fut le siège d'une seigneurie qui fut importante aux XVIIIe et XIXe siècles. Elle fut également le chef-lieu d'un des cantons du district de Bruyères sous la Révolution.
La résidence seigneuriale du XVIe siècle a fait l’objet d’une inscription sur l'inventaire supplémentaire des monuments historiques.
Voltaire aurait fait, en 1753, un arrêt à Girecourt de façon incognito lors de son passage dans les Vosges, afin d’admirer la collection d’ouvrages du prêtre. Ne constatant pas la présence de ces ouvrages et apprenant qu’il n’était pas aimé, il ne resta pas.

## Politique et administration

### Découpage territorial
Girecourt-sur-Durbion fut une des communes fondatrices de la communauté de communes de l'Arentèle-Durbion-Padozel dont elle fut membre de 2003 à 2013.
Depuis le 1er janvier 2014, elle est intégrée à la communauté de communes Vologne-Durbion. Depuis le 1er janvier 2016 la commune appartient à la Communauté de communes Bruyères - Vallons des Vosges
Par arrêté préfectoral du 15 septembre 2023, la commune est retirée le 1er janvier 2024 de l'arrondissement d'Épinal et rattachée à l'arrondissement de Saint-Dié-des-Vosges.

### Liste des maires
| Période                                  | Période      | Identité          | Étiquette | Qualité                                                                    |
| ---------------------------------------- | ------------ | ----------------- | --------- | -------------------------------------------------------------------------- |
| Les données manquantes sont à compléter. |              |                   |           |                                                                            |
| avant 1985                               | juin 1995    | Hubert Marquis    |           |                                                                            |
| juin 1995                                | mars 2001    | Bernard Haraux    |           |                                                                            |
| mars 2001                                | mars 2014    | Gérard Lecomte    |           |                                                                            |
| mars 2014                                | octobre 2014 | Monique Fays      |           | Ouvrière, démissionnaire au cours du mandat                                |
| octobre 2014                             | octobre 2021 | Sandrine George   |           | Agent territorial à la ville d'Épinal, démissionnaire pour raison de santé |
| décembre 2021                            | En cours     | Catherine Holveck |           | Ambulancière                                                               |

### Budget et fiscalité 2023

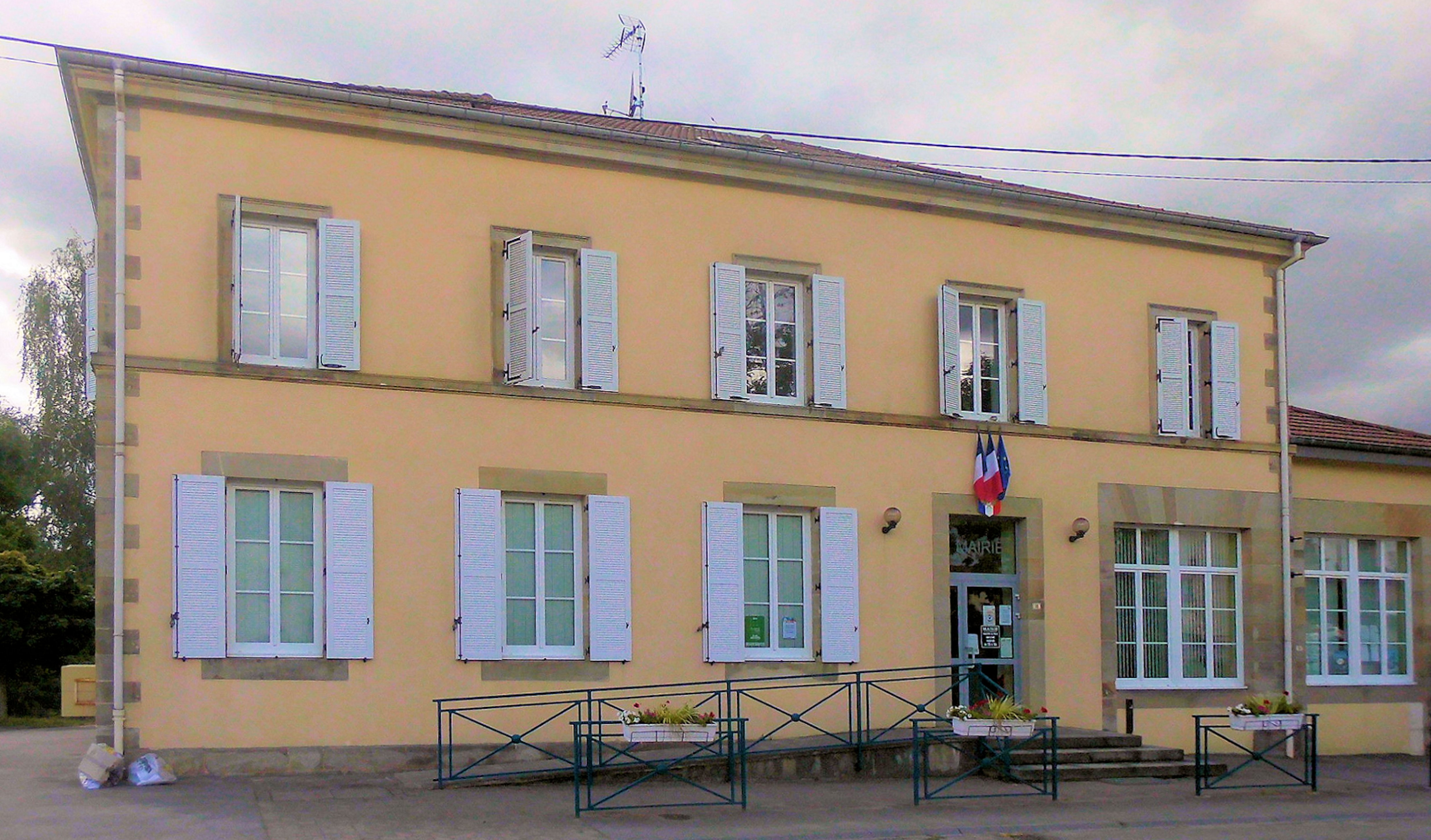
La mairie.

En 2023, le budget de la commune était constitué ainsi :
- total des produits de fonctionnement : 247 000 €, soit 678 € par habitant ;
- total des charges de fonctionnement : 214 000 €, soit 588 € par habitant ;
- total des ressources d'investissement : 63 000 €, soit 174 € par habitant ;
- total des emplois d'investissement : 21 000 €, soit 58 € par habitant ;
- endettement : 36 000 €, soit 99 € par habitant.

Avec les taux de fiscalité suivants :
- taxe d'habitation : 16,28 % ;
- taxe foncière sur les propriétés bâties : 35,92 % ;
- taxe foncière sur les propriétés non bâties : 21,28 % ;
- taxe additionnelle à la taxe foncière sur les propriétés non bâties : 0,00 % ;
- cotisation foncière des entreprises : 0,00 %.

Chiffres clés Revenus et pauvreté des ménages en 2021 : médiane en 2021 du revenu disponible, par unité de consommation : 24 080 €.

## Population et société

### Démographie
L'évolution du nombre d'habitants est connue à travers les recensements de la population effectués dans la commune depuis 1793. Pour les communes de moins de 10 000 habitants, une enquête de recensement portant sur toute la population est réalisée tous les cinq ans, les populations de référence des années intermédiaires étant quant à elles estimées par interpolation ou extrapolation. Pour la commune, le premier recensement exhaustif entrant dans le cadre du nouveau dispositif a été réalisé en 2008.

En 2022, la commune comptait 353 habitants, en évolution de +4,13 % par rapport à 2016 (Vosges : −2,96 %, France hors Mayotte : +2,11 %).
| 1793 | 1800 | 1806 | 1821 | 1831 | 1836 | 1841 | 1846 | 1856 |
| ---- | ---- | ---- | ---- | ---- | ---- | ---- | ---- | ---- |
| 266  | 327  | 341  | 341  | 407  | 433  | 467  | 481  | 481  |

| 1861 | 1866 | 1876 | 1881 | 1886 | 1891 | 1896 | 1901 | 1906 |
| ---- | ---- | ---- | ---- | ---- | ---- | ---- | ---- | ---- |
| 488  | 476  | 425  | 403  | 400  | 402  | 378  | 345  | 355  |

| 1911 | 1921 | 1926 | 1931 | 1936 | 1946 | 1954 | 1962 | 1968 |
| ---- | ---- | ---- | ---- | ---- | ---- | ---- | ---- | ---- |
| 304  | 253  | 249  | 235  | 233  | 254  | 235  | 239  | 215  |

| 1975 | 1982 | 1990 | 1999 | 2006 | 2008 | 2013 | 2018 | 2022 |
| ---- | ---- | ---- | ---- | ---- | ---- | ---- | ---- | ---- |
| 235  | 254  | 272  | 306  | 304  | 304  | 337  | 344  | 353  |

## Économie

### Entreprises et commerces

#### Agriculture
- Culture et élevage associés.
- Exploitation forestière.
- Élevage d'autres animaux.

#### Tourisme
- Hébergements et restauration à Grandvillers, Docelles, Épinal, Jeanménil.

#### Commerces
- Commerces et services de proximité[32].

## Culture locale et patrimoine

### Lieux et monuments

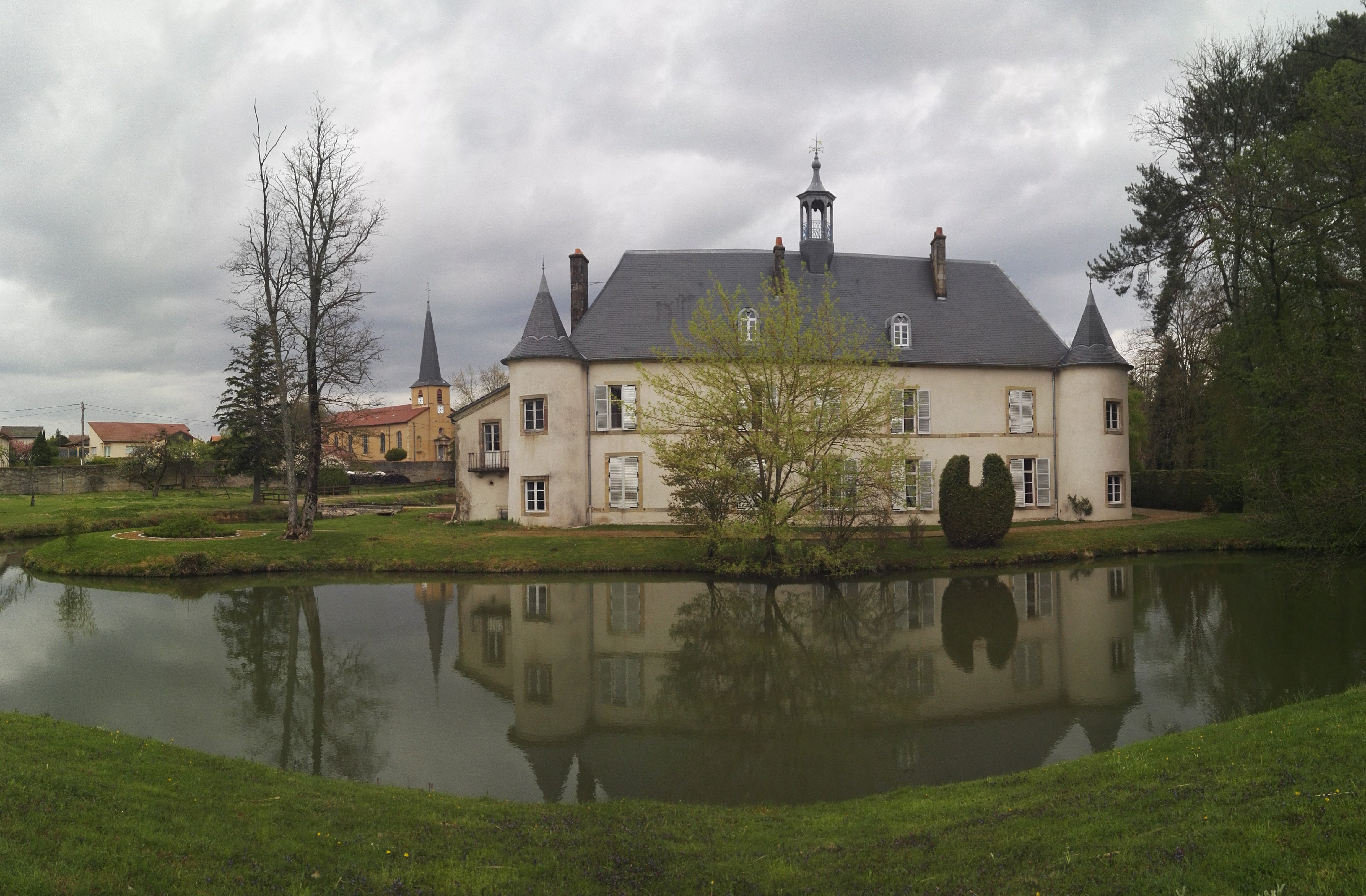
Le château et l'église.
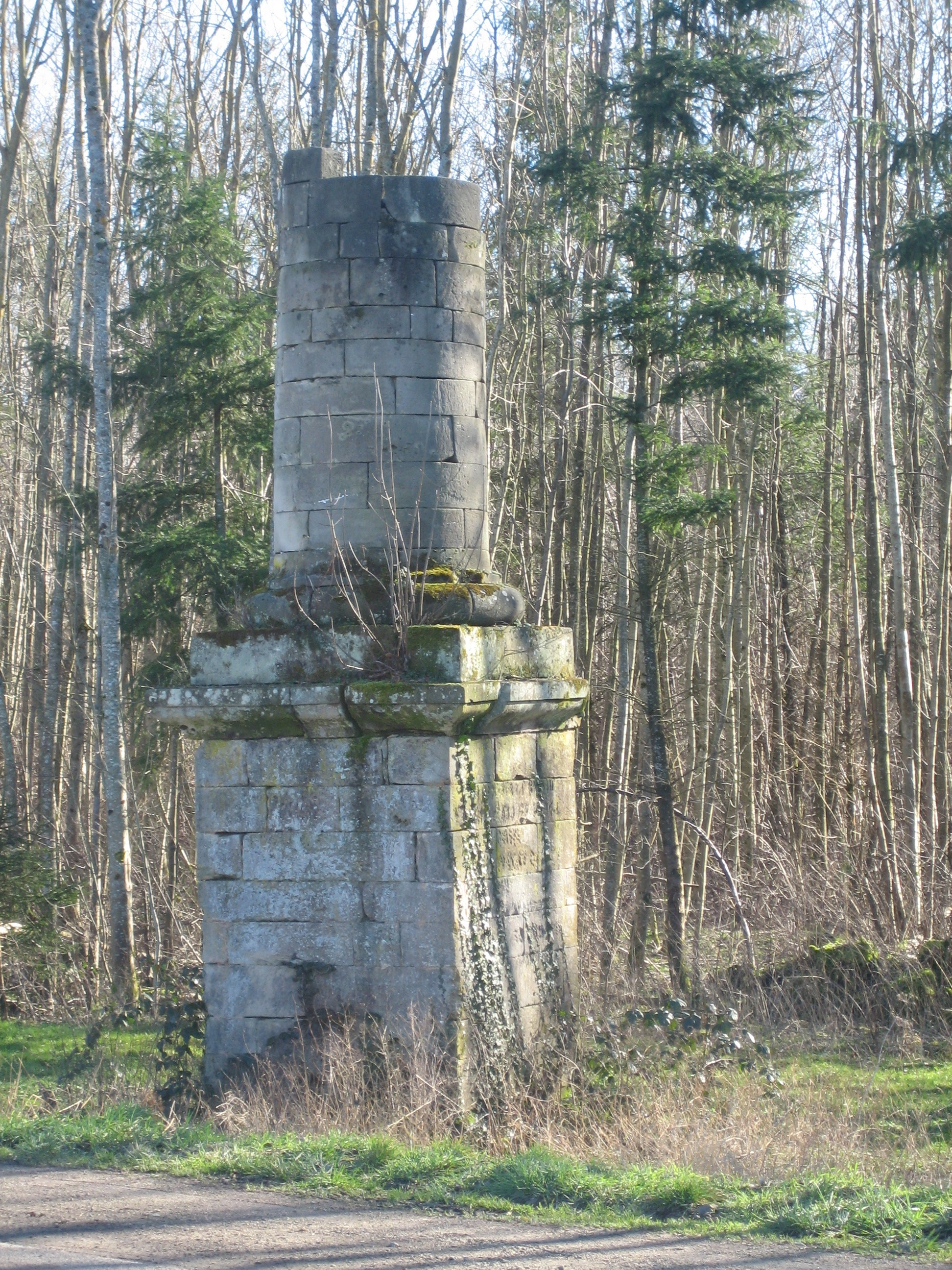
La colonne Crillon, par Raphaël Tassin.
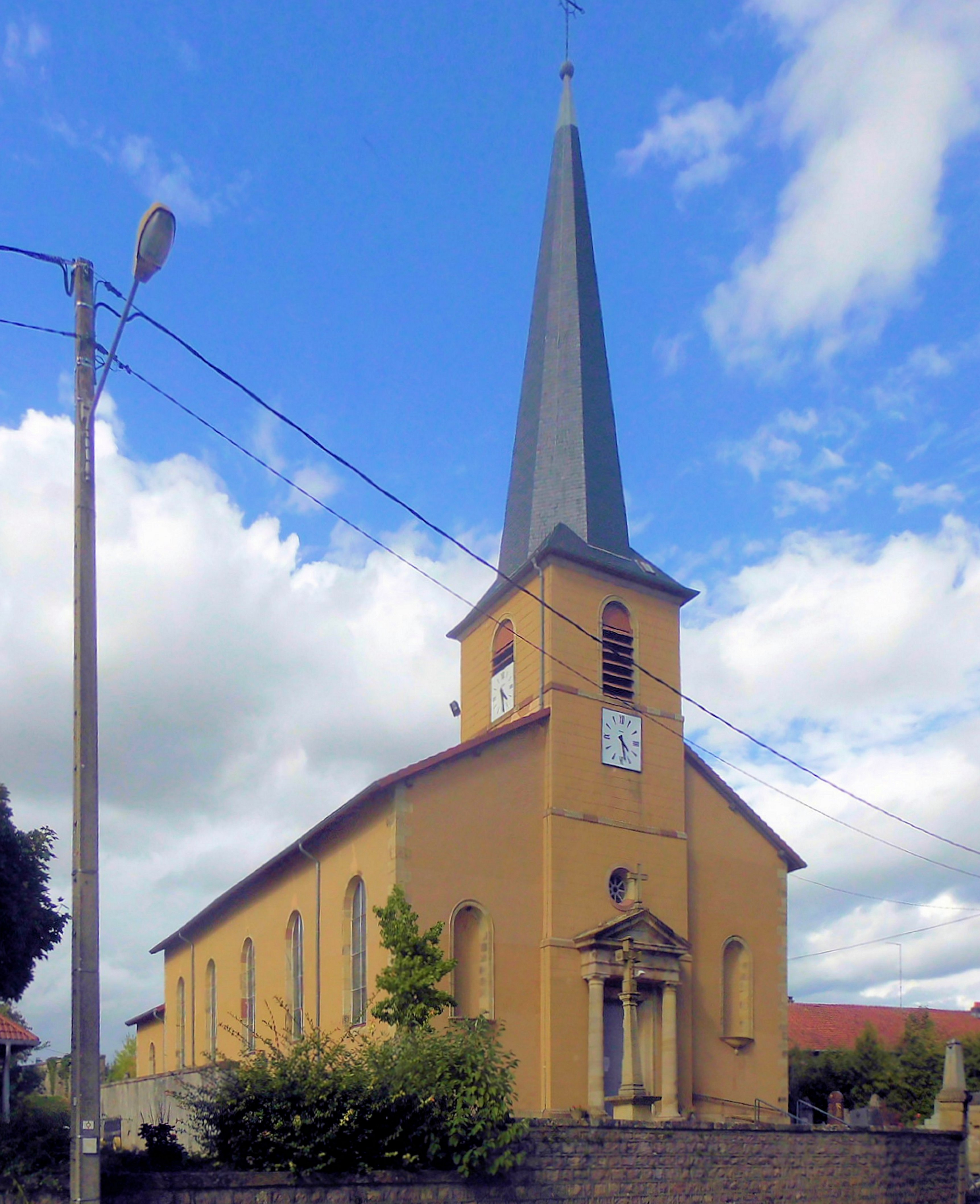
Église Saint-Barthélemy.

- Le château, totalement inscrit sur l'inventaire supplémentaire des monuments historiques par arrêtés de juin 1994 puis du 13 février 1997[33],[34].

Domaine du château : croix monumentale.
- La nécropole des comtes de Bourcier de Villers, propriétaires du château au XIXe siècle, avec les sépultures des comtes Charles-Gabriel-Dieudonné (1765-1846), Charles-Jean-Baptiste (1798-1874) et Charles-Dieudonné (1836-1882), des comtesses Louise-Caroline-Henriette de Raguet de Brancion (1814-1878) et Jeanne-Marie-Thérèse Roxand de la Salle (1848-1914).
- L'église Saint-Barthélemy recèle une Déposition de Croix de Jean Girardet et un chœur voûté de caissons.

L'orgue de tribune a été réalisé par Jaquot-Jeanpierre en 1878,.
Tableau : la Descente de Croix.
Tableau : Christ en croix.
- Presbytère : Croix en fer forgé couronnant autrefois le clocher de l'église[40].
- Croix de cimetière[41].
- Monument aux morts[42],[43],[44].

### Personnalités liées à la commune
- Jean-François Humbert de Girecourt.
- Les comtes de Bourcier de Villers, seigneurs de Girecourt.
- Médaillés de Sainte-Hélène[45].

### Héraldique, logotype et devise
Commune sans blason.

## Pour approfondir